# Trididemnum miniatum
Trididemnum miniatum är en sjöpungsart som beskrevs av Kott 1977. Trididemnum miniatum ingår i släktet Trididemnum och familjen Didemnidae. Inga underarter finns listade i Catalogue of Life.